# فرودگاه فاتماواتی سوکارنو
فرودگاه فاتماواتی سوکارنو (به انگلیسی: Fatmawati Soekarno Airport) (به زبان بومی: Bandar Udara Fatmawati Soekarno) یک فرودگاه همگانی با کد یاتا BKS است که یک باند فرود آسفالت دارد و طول باند آن ۲۲۳۹ متر است. این فرودگاه در کشور اندونزی قرار دارد و در ارتفاع ۱۵ متری از سطح دریا واقع شده‌است.

## شرکت‌های هواپیمایی و مقصدهای پروازی
| شرکت‌های هواپیمایی                           | مقصدهای پروازی                                                                         |
| ------------------------------------------- | -------------------------------------------------------------------------------------- |
| باتیک ایر                                   | حلیم پرداناکوسوما                                                                      |
| سیتیلینک                                    | سوئکارنو-هتا                                                                           |
| گارودا ایندونزیا                            | سوئکارنو-هتا                                                                           |
| گارودا ایندونزیا اجرا توسط گارودا ایندونزیا | سلطان محمود بدرالدین دوم                                                               |
| لاین ایر                                    | سوئکارنو-هتا، هنگ نادیم                                                                |
| Nam Air                                     | سوئکارنو-هتا، سلطان محمود بدرالدین دوم                                                 |
| Sriwijaya Air                               | سوئکارنو-هتا                                                                           |
| سوسی ایر                                    | رادین اینتن دوم، Krui، Enggano، Muko-Muko، Pagar Alam                                  |
| وینگز ایر                                   | هنگ نادیم، سلطان طاها، مینانگکابو، سلطان محمود بدرالدین دوم (آغاز هردو از ۳۰ اوت ۲۰۱۷) |